# Романсы без слов
«Романсы без слов» (фр. Romances sans paroles) — сборник стихотворений французского поэта Поля Верлена, впервые опубликованный в 1874 году. Первое издание не имело успеха.
Сборник знаменует собой вершину творческой зрелости Верлена.
Назван по сборнику фортепианных пьес Феликса Мендельсона.
Переводом стихотворений, представленных в сборнике, занимались В. Брюсов, Ф. Сологуб, И. Анненский, Г. Шенгели и другие.

## Содержание
Сборник разделён на четыре части:
1. «Забытые ариетты». Включает девять стихотворений, последнее из которых датировано маем (июнем) 1872 года.
2. «Бельгийские пейзажи». Включает пять стихотворений, последнее из которых датировано июлем (августом) 1872 года.
3. «Птицы в ночи» (Birds in the Night). Состоит из одного стихотворения, датированного сентябрём (октябрём) 1872 года.
4. «Акварели». Включает шесть стихотворений.

## Анализ
Т. Ю. Макарова:
В его [Верлена] книге «Романсы без слов» переплетаются задушевные незатейливые песенки и стихи, символически передающие минорным звучанием и ритмом беспредметную тоску и покорность. Это суггестивная поэтика, предполагающая не прямое выражение настроений и чувств словами в их логическом смысле, а намек, создаваемый звуковой гармонией слова. Магия звучащего слова усиливается с помощью искусных вариаций стихотворного ритма, переносов, игры ассонансов, аллитераций и любых других видов повторов. Музыкальная напевность «Романсов без слов» сочетается с живописной выразительностью импрессионистского характера.